# Mark Minor
Mark William Minor (14 maggio 1950) è un ex cestista statunitense, professionista nella NBA.

## Carriera
Venne selezionato dai Boston Celtics con la nona scelta dell'undicesimo giro (165ª assoluta) del Draft NBA 1972. Disputò 4 partite nel 1972-73, segnando 5 punti.